# Гра води
«Гра води» (фр. Jeux d’eau) — твір для фортепіано Моріса Равеля. Написаний в 1901 році; присвячений Ґабріелю Форе, у якого Равель у той час навчався. Вперше виконаний публічно в 1902 році Рікардо Віньесом.
Композитор описував «Гру води» таким чином: «Ця п'єса, навіяна шумом води і іншими музичними звуками, чутними у фонтанах, водоспадах і струмках, побудована на двох темах, подібно сонатному алегро, хоча і не дотримується класичного тонального плану». На авторському рукописі надписані цитата з Анрі де Реньє (часто включається до видання твору як епіграф): «Річковий бог, що сміється над водою, що лоскоче його» (фр. «Dieu fluvial riant de l'eau qui le chatouille…»).
У п'єсі відчутно вплив Ліста — його «Фонтанів вілли д'Есте» (в оригіналі назва подібна: «Les jeux d'eaux à la Villa d'Este»).
«Енциклопедією піаністичної фактури сучасної музики» назвав «Гру води» музикознавець А. Альшванг.
Серед численних записів п'єси можна відзначити записи Альфреда Корто, Вальтера Гізекінга, Бенно Мойсейовича, Еміля Гілельса, Святослава Ріхтера, Ерла Вайлда, Марти Аргеріх, Паскаля Роже.